# Nagol

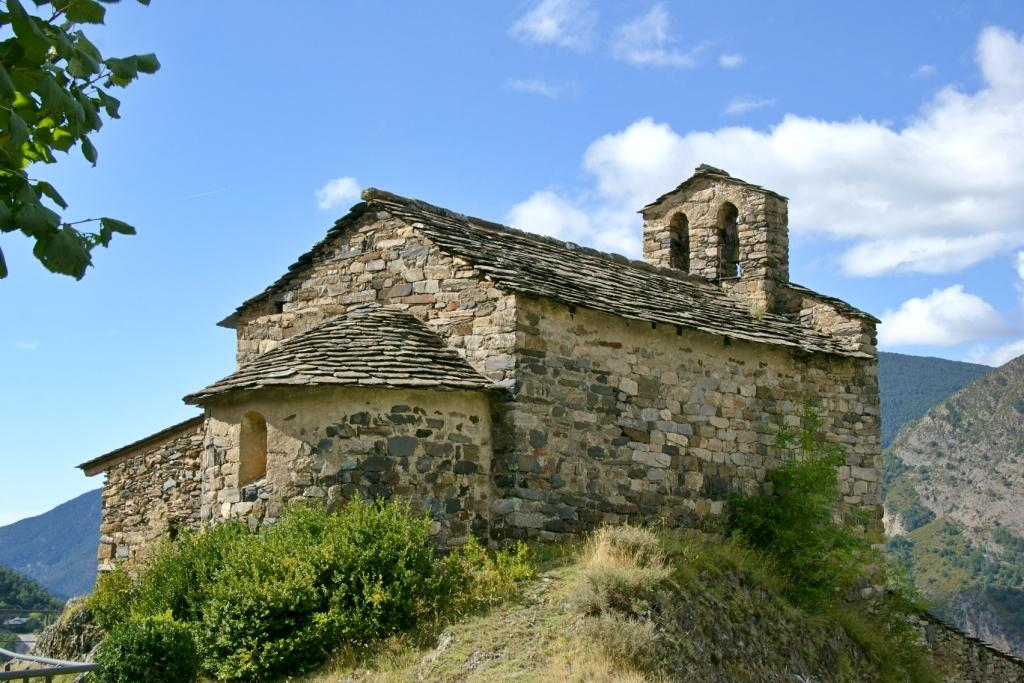
Die Kirche Sant Serni de Nagol in dem Dorf

Nagol (früher Nagual) ist ein Dorf in der Gemeinde Sant Julià de Lòria in Andorra. Bei der Volkszählung 2024 hatte es 70 Einwohner.
Das Dorf beherbergt die im 11. Jahrhundert erbaute Kirche Sant Serni de Nagol in einem für die andorranische Architektur typischen Stil. Sie liegt im Süden des Dorfes.

## Geographie
Nagol liegt auf einer Höhe von 1120 Metern. Wie Aixirivall, Auvinyà, Certés und Fontaneda gehört Nagol zu den Dörfern, die nicht innerhalb, sondern oberhalb des Valira-Tals angesiedelt sind. Nagol liegt etwa 3 Kilometer nordöstlich der Stadt Sant Julià de Lòria. Das Dorf ist über die Straße CS-120 erreichbar, die in der Stadt Sant Julià de Lòria beginnt und weiter nach Llumeneres und Certés führt.